# Jasmina Đapanović
Jasmina Đapanović (serbisch-kyrillisch Јасмина Ђапановић; * 2. April 1985 in SFR Jugoslawien, geborene Jasmina Ninić) ist eine ehemalige schwedisch-serbische Handballspielerin, die für die schwedische Nationalmannschaft auflief.

## Karriere

### Im Verein
Đapanović spielte anfangs in Serbien für die Vereine ŽRK Roter Stern Belgrad, ŽRK Proleter Zrenjanin, ŽRK Medicinar Šabac und ŽRK Knjaz Miloš. Nachdem die Rückraumspielerin anschließend beim dänischen Verein Holbæk HK gespielt hatte, wechselte sie nach Schweden. Dort schloss sie sich im Dezember 2006 dem Verein H 65 Höör an, der in der Division 1 antrat. Am Saisonende 2006/07 trat die Linkshänderin mit dem Verein den Gang in die Division 2 an. Der Verein kehrte jedoch nach einer kurzen Zeit wieder in die Division 1 zurück. In der Spielzeit 2010/11 trat sie mit Höör in der neu gegründeten Allsvenskan an, in der Höör den Aufstieg in die Elitserien gelang. In der Aufstiegssaison, gegen deren Ende sich Đapanović  einen Kreuzbandriss zuzog, war sie mit 169 Treffern die torgefährlichste Spielerin ihrer Mannschaft. In der Folge qualifizierte sie sich mit Höör mehrmals für den Europapokal und errang unter anderem den EHF Challenge Cup 2013/14. Im letzten Spiel ihrer Karriere gewann sie 2017 die schwedische Meisterschaft. Ihr zu Ehren vergibt H65 Höör nicht mehr ihre Trikotnummer 77.

### In Auswahlmannschaften
Đapanović gehörte dem Kader der serbischen Jugendnationalmannschaft an, jedoch fand sie anschließend keine Berücksichtigung bei der Nominierung der serbischen Nationalmannschaft. Nachdem Đapanović später die schwedische Staatsbürgerschaft angenommen hatte, wurde sie von Helle Thomsen ins Aufgebot der schwedischen Nationalmannschaft berufen. Am 15. März 2016 gab sie ihr Länderspieldebüt gegen Rumänien. Đapanović bestritt insgesamt drei Länderspiele für Schweden, in denen sie fünf Treffer erzielte.